# Cliff Ronning
Clifford John „Cliff“ Ronning (* 1. Oktober 1965 in Burnaby, British Columbia) ist ein ehemaliger kanadischer Eishockeyspieler, der im Verlauf seiner aktiven Karriere zwischen 1982 und 2004 unter anderem 1263 Spiele für die St. Louis Blues, Vancouver Canucks, Phoenix Coyotes, Nashville Predators, Los Angeles Kings, Minnesota Wild und New York Islanders in der National Hockey League auf der Position des Centers bestritten hat. Seinen größten Karriereerfolg feierte Ronning, der im Juniorenbereich ein Ausnahmetalent war, im Trikot der kanadischen Nationalmannschaft mit dem Gewinn der Silbermedaille bei der Weltmeisterschaft 1991.

## Karriere
Ronning wurde im NHL Entry Draft 1985 von den St. Louis Blues in der siebten Runde an der insgesamt 134. Stelle ausgewählt, nachdem er in seinen zwei Spielzeiten in der Western Hockey League auf sich aufmerksam gemacht hatte. 1984 hatte er die Stewart „Butch“ Paul Memorial Trophy für den besten Liganeuling gewonnen und wurde im Jahr darauf als WHL Player of the Year für den wertvollsten Spieler der Liga ausgezeichnet.
Ronning schaffte im Verlauf der Playoffs der Saison 1985/86, die er größtenteils mit dem kanadischen Nationalteam verbracht hatte, den Sprung in den Kader der Blues, wo er sich für weitere Einsätze empfehlen konnte. Er blieb dort bis in die Spielzeit 1990/91 hinein, nur unterbrochen durch einen einjährigen Abstecher zum HC Asiago in die italienische Serie A in der Saison 1989/90. Am 5. März 1991 transferierten die Blues Ronning, Geoff Courtnall, Robert Dirk, Sergio Momesso und einen Fünftrunden-Pick zu den Vancouver Canucks für Garth Butcher und Dan Quinn. Bei den Canucks schöpfte er sein Potential voll aus, sodass er in der Saison 1992/93 mit 29 Toren und 85 Punkte seine beste NHL-Saison spielte. Im Jahr darauf erreichte er mit den Westkanadiern das Finale um den Stanley Cup, wo das Team allerdings den New York Rangers unterlag. Am 1. Juli 1996 wechselte er als Free Agent zu den Phoenix Coyotes, wo er nur für zwei Saisons spielte, da ihm die Coyotes am 31. Oktober 1998 zu den Nashville Predators transferierten, die gerade erst in die NHL aufgenommen worden waren. Ronning war über mehrere Spielzeiten hinweg der Topscorer der Predators. Er hielt bis in die Saison 2005/06 hinein den Franchise-Rekord für die meisten Tore. Am 16. März 2002 transferierten die Predators Ronning für Jere Karalahti und einen Viertrunden-Pick zu den Los Angeles Kings. Der Center spielte nur 14 Saisonspiele für die Kings, denn bereits am 22. Juni 2002 wurde Ronning zu den Minnesota Wild transferiert, wo er die Saison 2002/03 absolvierte. Nachdem er vor dem Spieljahr 2003/04 erneut ein Free Agent geworden war, ließ er seine weitere Zukunft lange offen. Am 9. Januar 2004 unterzeichnete er schließlich einen Ein-Jahres-Vertrag bei den New York Islanders. Diese Saison sollte auch seine letzte in der NHL sein. Am 15. Februar 2006 gab er seinen Rücktritt vom Leistungssport bekannt.

## Erfolge und Auszeichnungen
| - 1983 BCJHL Coastal Division First All-Star Team - 1984 Stewart „Butch“ Paul Memorial Trophy - 1984 WHL West Second All-Star Team - 1985 WHL Most Gentlemanly Player Award | - 1985 WHL West First All-Star Team - 1985 WHL Player of the Year - 1985 Brownridge Trophy - 1986 Spengler Cup All-Star Team |

### International
- 1991 Silbermedaille bei der Weltmeisterschaft 1991

## Karrierestatistik

### International
Vertrat Kanada bei:
- Weltmeisterschaft 1991

(Legende zur Spielerstatistik: Sp oder GP = absolvierte Spiele; T oder G = erzielte Tore; V oder A = erzielte Assists; Pkt oder Pts = erzielte Scorerpunkte; SM oder PIM = erhaltene Strafminuten; +/− = Plus/Minus-Bilanz; PP = erzielte Überzahltore; SH = erzielte Unterzahltore; GW = erzielte Siegtore; 1 Play-downs/Relegation; Kursiv: Statistik nicht vollständig)